# جان فيشر
جان فيشر (بالتشيكية: Jan Fišer)‏ هو مخرج تشيكي، ولد في 19 يوليو 1921 في براغ في التشيك، وتوفي في 26 سبتمبر 2011 في تشيسكا ليبا في التشيك.